# قسم بسكلوت الريفي (مقاطعة غناباد)
قسم بسكلوت الريفي (بالفارسية: دهستان پس‌کلوت) هي منطقة ريفية تقع في قسم في إيران. يقدر عدد سكانها بـ 8,762 نسمة .